# Todd Christensen
Todd Jay Christensen (3 de agosto de 1956 — 13 de novembro de 2013) foi um jogador profissional de futebol americano estadunidense.

## Carreira
Todd Christensen foi campeão da temporada de 1983 da National Football League jogando pelo Los Angeles Raiders, cuja denominação atual é  Oakland Raiders.